# محمد الغاوي
محمد الغاوي (من مواليد سلا - 1956- 4 فبراير 2023)، هو فنان مغني مغربي اشتهر بأغانيه المغربية المعاصرة. امتلك محمد الغاوي أزيد من 80 أغنية وطنية وعاطفية اشتهر بها لدى الجمهور المغربي.
محمد الغاوي هو الأخ الأكبر للفنان عبد العالي الغاوي.

## حياته
ولد محمد الغاوي بمدينة سلا سنة 1956 وترعرع بها وتوفي سنة 2023. اهتم بالموسيقى منذ طفولته حيث انضم إلى فرقة «الجيل الصاعد» عن سن السابعة، ثم التحق ببرنامج «مواهب» التي كان يشرف عليه الفنان عبد النبي الجيراري. أمضى الغاوي في ذلك البرنامج 10 سنوات جاور فيها عدة فنانين سيشكلون الجيل الجديد من الموسيقى المغربية مثل محمود الإدريسي والبشير عبدو وليلى غفران وعز الدين منتصر ومحمد بلخياط. يحكي محمد الغاوي أنه كان يتلقى مبلغ 60 درهم أسبوعيا يساعد به والدته، كما كان يشارك في تنشيط الأعراس.
سنة 1979, شارك الغاوي في مسابقة «أضواء المدينة» والتي نظمتها الإذاعة الوطنية. فاز محمد بجائزة أحسن صوت رجالي عن أغنية «مضناك جفاه مرقده» للموسيقار محمد عبد الوهاب، بينما فازت الفنانة رجاء بلمليح بجائزة أحسن صوت نسائي عن أغنية «وحقك أنت المنى والطلب» لأم كلثوم. كانت الجائزة هي أن تعمل دار الإذاعة على تسجيل أغنية للفائز، حيث سجّل الغاوي أغنيته المعروفة «الغربة والعشق الكادي» من كلمات علي الحداني، وكانت تلك هي بدايته الحقيقية في مجال الفن.
بالموازاة مع أدائه للأغاني، عمل محمد الغاوي محافظا في استوديو برنامج «مواهب» المتخصص في اكتشاف المواهب الشابة، ثم مدرسا للتعليم الأولي فالإعدادي.

### أغانيه
لدى محمد الغاوي عدد من الأغاني المعروفة عند الجمهور المغربي، منها:
- الغربة والعشق الكادي (1983)
- نحرثوا البلاد (1991)
- حلاوة العشرة
- عيشي عيشي يا بلادي
- ما نقول لا (2019)